# سوسن علي الشريفي
سوسن علي ماجد الشريفي سياسية عراقية، شغلت منصب وزير الزراعة في الحكومة العراقية المؤقتة. كانت سوسن الشريفي نائبة لوزير الزراعة في حكومة مجلس الحكم في العراق، وعملت في التنسيق مع وكالة التنمية الدولية الأمريكية والبنك الدولي لإعادة الإعمار والتنمية في الزراعة.
ولدت الشريفي عام 1956 في بغداد وهي حاصلة على درجة البكالوريوس في الإنتاج الحيواني من جامعة بغداد ودرجة الماجستير والدكتوراة من جامعة أيوا.

## ملاحقة قضائية
في 30 تموز 2017 أعلنت هيئة النزاهة صدور حكم غيابي بالسجن 7 سنوات لوزيرة الزراعة السابقة سوسن علي الشريفي لإحداثها ضرر متعمد بالمال العام، حيث أنها وقعت عقد لشراء حفارات متنقلة مع شركة GWE، وكانت قيمة العقد تفوق صلاحيات الوزيرة، وأن القرار القضائي تضمن امراً بالقبض والتحري بحقها بغية احضارها لمحاكمتها حضورياً وعلناً فضلاً عن مصادرة أموالها المنقولة وغير المنقولة.
في سنة 2019، صدر حكم ببراءتها من الأحكام الصادرة بحقها.

## اقرأ أيضاً
- مجلس الحكم في العراق